# Daphoenositta miranda
La neosita negra (Daphoenositta miranda) es una especie de ave paseriforme de la familia Neosittidae propia de las montañas de Nueva Guinea.